# Leon Krzeszowski
Leon Krzeszowski (ur. 1923, zm. 16 października 2014 w Warszawie) – pułkownik Sił Zbrojnych Polskiej Rzeczypospolitej Ludowej, pilot, dowódca 32 Pułku Lotnictwa Rozpoznania Artyleryjskiego (1963-1971).

## Życiorys
Służbę wojskową rozpoczął w listopadzie 1943 roku w 3 Dywizji Piechoty, a 1 kwietnia 1944 r. został przeniesiony do 2 pułku nocnych bombowców „Kraków”, gdzie po przeszkoleniu wykonywał loty na samolotach Po-2. Od sierpnia 1944 r. do maja 1945 r. wykonał ponad 40 lotów bojowych, w tym zrzuty dla powstańców Warszawy. Od czerwca 1945 do czerwca 1954 dalej wykonywał loty w tym pułku na samolotach Ił-2 i Ił-10 pełniąc służbę na stanowiskach od dowódcy klucza do zastępcy dowódcy pułku do spraw pilotażu. Od czerwca 1954 do lipca 1963 był dowódcą 48 pułku lotnictwa szturmowego i wykonywał loty na samolotach Lim-2 i Lim-5. W sierpniu 1963 objął stanowisko dowódcy 32 pułku lotnictwa rozpoznania taktycznego w Sochaczewie i wykonywał loty na samolotach MiG-15. 
W czerwcu 1973 został przeniesiony rezerwy. Był pilotem wojskowym I klasy i legitymował się nalotem ogólnym ponad 4200 godzin. Pochowany na Cmentarzu Bródnowskim w Warszawie (kwatera 79G-4-5).

## Wybrane odznaczenia
- Krzyż Srebrny Orderu Virtuti Militari (1966)
- Krzyż Kawalerski Orderu Odrodzenia Polski (1963)
- Srebrny Krzyż Zasługi (1945)
- Krzyż Walecznych (1945)
- Złoty Medal „Za zasługi dla obronności kraju”
- inne odznaczenia państwowe i resortowe